# Pilosella lactucella
La pelosella orecchia (nome scientifico  Pilosella lactucella  (Wallr.) P.D.Sell & C.West, 1967) è una specie di pianta angiosperma dicotiledone della famiglia delle Asteraceae.

## Etimologia
Il nome del genere (Pilosella) deriva dal latino "pilosus" (significa "peloso") e si riferisce all'aspetto piuttosto pubescente di queste piante. L'epiteto specifico lactucella deriva (è un diminutivo) da lactuca (= lattice) e fa riferimento all'abbondanza di sacchi latticinosi contenuti in queste piante.
Il binomio scientifico della pianta di questa voce è stato proposto inizialmente dal botanico germanico Carl (Karl) Friedrich Wilhelm Wallroth (1792-1857), perfezionato successivamente dai botanici Peter Derek Sell (1929-) e Cyril West  (1887-1986) nella pubblicazione "Watsonia; Journal of the Botanical Society of the British Isles. Abroath, Scotland - 6: 314. 1967" del 1867.

## Descrizione

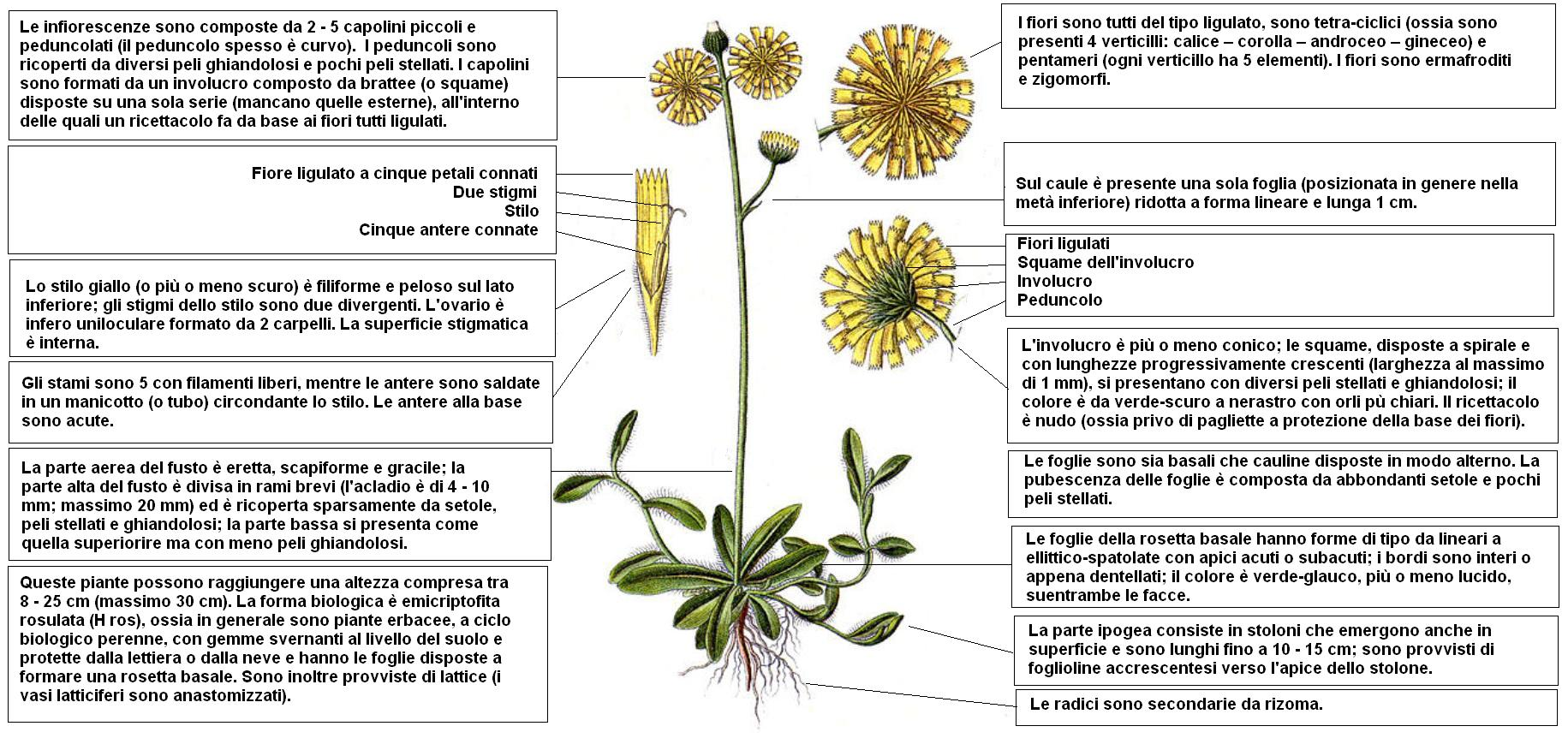
Descrizione delle parti della pianta

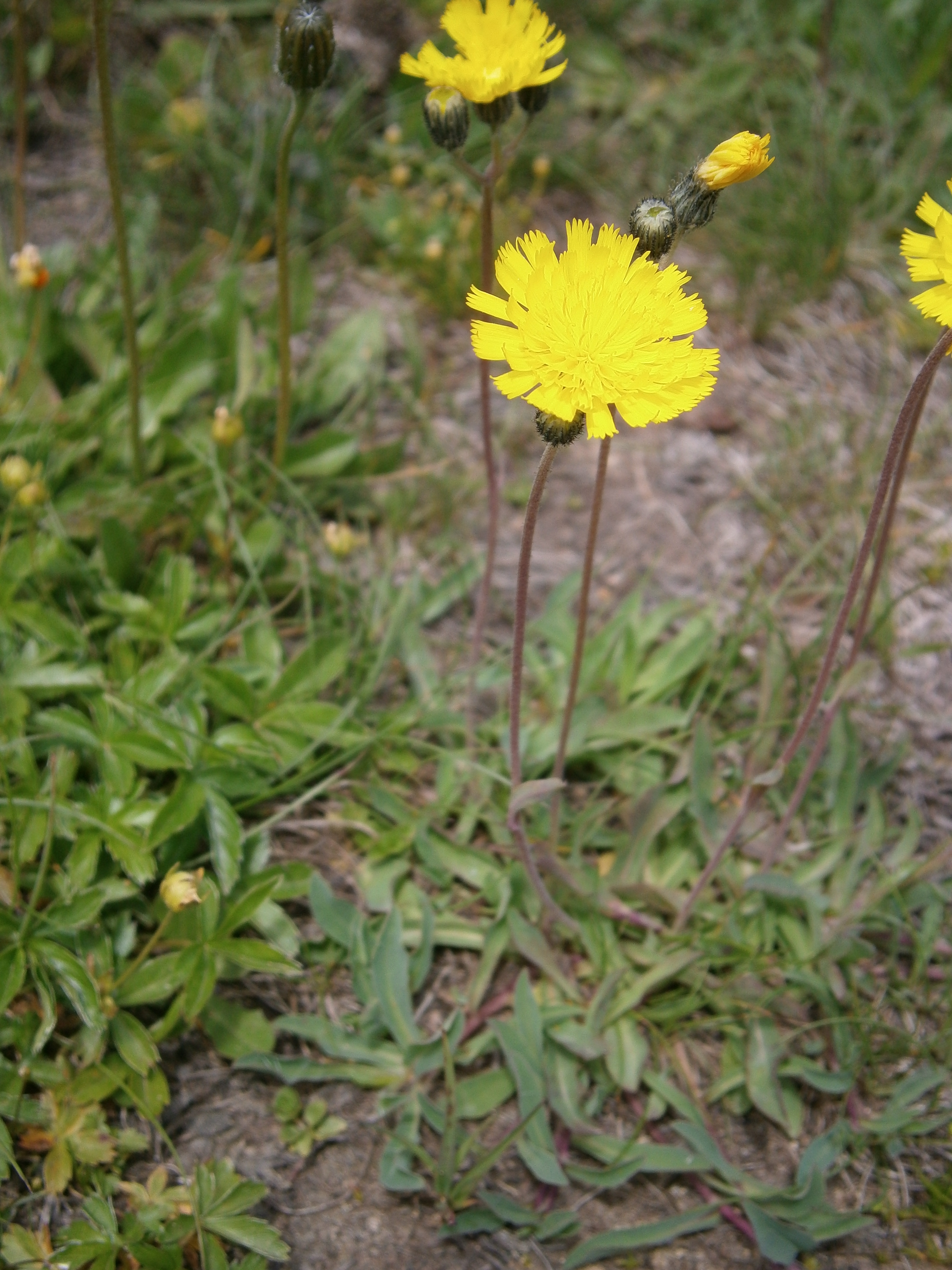
Il portamento

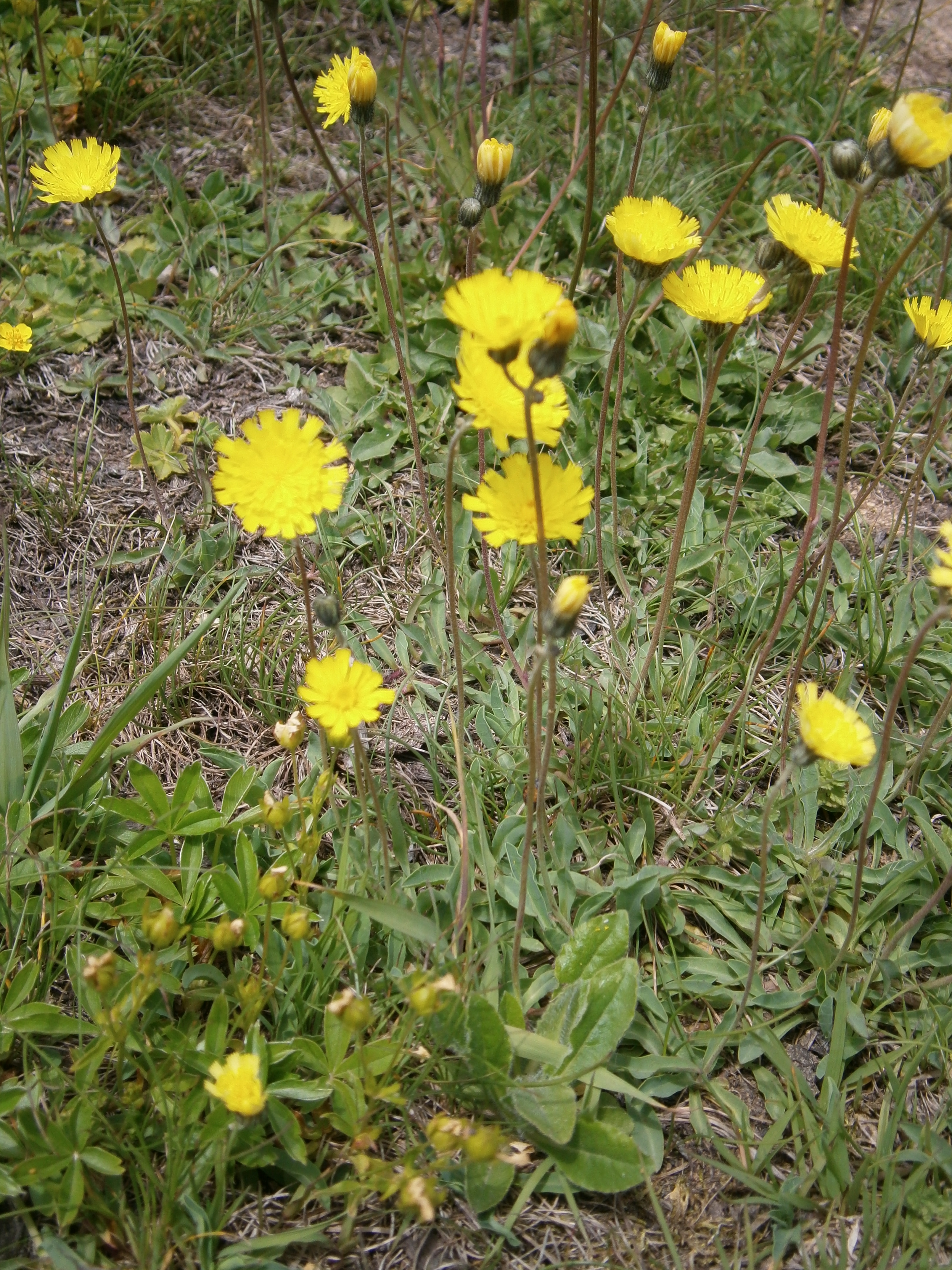
Infiorescenza

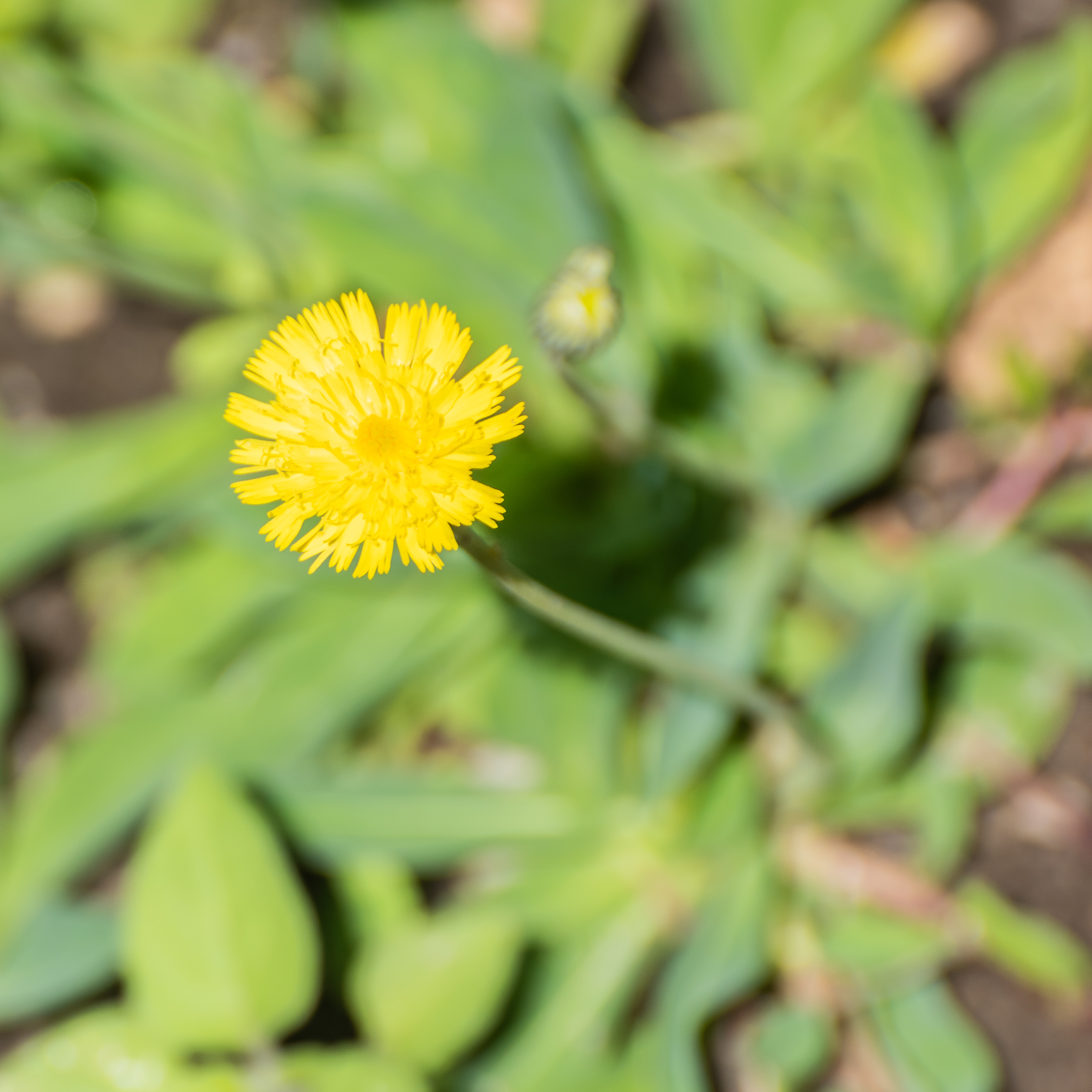
I fiori

Habitus. Queste piante possono raggiungere una altezza compresa tra 8 – 25 cm (massimo 30 cm). La forma biologica è emicriptofita rosulata (H ros), ossia in generale sono piante erbacee, a ciclo biologico perenne, con gemme svernanti al livello del suolo e protette dalla lettiera o dalla neve e hanno le foglie disposte a formare una rosetta basale. Sono inoltre provviste di lattice (i vasi latticiferi sono anastomizzati).
Radici. Le radici sono secondarie da rizoma.
Fusto. 
- Parte ipogea: consiste in 3 - 5 stoloni che emergono anche in superficie e sono lunghi fino a 10 – 15 cm e con diametri di 0,7 - 1,2 mm; sono provvisti di foglioline accrescentesi verso l'apice dello stolone; il colore varia da verde-chiaro fino a rosso-violaceo.
- Parte epigea: la parte aerea del fusto è eretta, scapiforme, gracile e fillopode; la parte alta del fusto è divisa in rami brevi (l'acladio è di 4 – 10 mm; massimo 20 mm) ed è ricoperta sparsamente da setole, peli stellati e ghiandolosi; la parte bassa si presenta come quella superiore ma con meno peli ghiandolosi.

Foglie. Le foglie sono sia basali che cauline disposte in modo alterno. La pubescenza delle foglie è composta da abbondanti setole e pochi peli stellati. Le foglie della rosetta basale (da 4 a 6) hanno delle forme da lineari a ellittico-spatolate con apici acuti o subacuti; i bordi sono interi o appena dentellati; il colore è verde-glauco, più o meno lucido, su entrambe le facce. Le foglie degli stoloni sono grandi la metà. Sul caule è presente una sola foglia (posizionata in genere nella metà inferiore) ridotta a forma lineare e lunga 1 cm. Dimensioni delle foglie basali: larghezza 5 – 8 mm; lunghezza 30 – 45 mm.
Infiorescenza. L'infiorescenza è composta da 2 - 4 capolini terminali (le sinflorescenze sono del tipo da panicolato a racemoso). I capolini, peduncolati, solamente di tipo ligulifloro (ossia composti da diversi fiori ligulati), sono formati da un involucro composto da diverse brattee (o squame) all'interno delle quali un ricettacolo fa da base ai fiori ligulati. I peduncoli spesso sono ricurvi e sono ricoperti da diversi peli ghiandolosi e pochi peli stellati; sono sottesi inoltre da alcune brattee squamiformi bianco-marginate. L'involucro ha una forma più o meno cilindrica-ellissoide (fino a turbinata) ed è formato da una sola serie di brattee (mancano quelle esterne). Le brattee sono disposte a spirale e con lunghezze progressivamente crescenti (larghezza al massimo di 1 mm), si presentano con diversi peli stellati e ghiandolosi; il colore è da verde-scuro a nerastro con orli più chiari. Il ricettacolo alla base dei fiori, è nudo (senza pagliette) e alveolato (gli alveoli sono brevemente dentati sui margini). Dimensioni dell'involucro: larghezza 5 – 8 mm; lunghezza 6 – 9 mm. Diametro dei capolini: 1 – 2 cm.
Fiori. I fiori, tutti ligulati (i fiori tubulosi in genere sono mancanti), sono tetra-ciclici (ossia sono presenti 4 verticilli: calice – corolla – androceo – gineceo) e pentameri (ogni verticillo ha in genere 5 elementi). I fiori sono ermafroditi, fertili e zigomorfi.
- Formula fiorale:

*/x K {\displaystyle \infty }, [C (5), A (5)], G 2 (infero), achenio
- Calice: i sepali del calice sono ridotti ad una coroncina di squame.
- Corolla: le corolle sono formate da un tubo (alla base) e da una ligula terminante con 5 denti; il colore è giallo-limone; raramente sono presenti delle striature rosse.  Lunghezza delle ligule: 8 – 10 mm.
- Androceo: gli stami sono 5 con filamenti liberi e distinti, mentre le antere sono saldate in un manicotto (o tubo) circondante lo stilo.[16] Le antere sono codate e allungate con una appendice apicale acuta; i filamenti sono lisci. Il polline è tricolporato.[17]
- Gineceo: lo stilo è lungo, filiforme e peloso sul lato inferiore. Gli stigmi dello stilo sono due divergenti e ricurvi con la superficie stigmatica posizionata internamente (vicino alla base).[18] L'ovario è infero uniloculare formato da 2 carpelli.
- Antesi: da (maggio) giugno a luglio (settembre).

Frutti. I frutti sono degli acheni con pappo. Gli acheni hanno una forma cilindrica ristretta alla base (ma non all'apice) e privi di becco (non sono compressi); sono inoltre provvisti di 10 coste longitudinali terminanti con un dentello. Il pappo si compone di fragili setole semplici color bianco-sporco su una sola serie, tutte sottili e della stessa lunghezza. Dimensione degli acheni: 1,5 – 2 mm.

## Biologia
- Impollinazione: l'impollinazione avviene tramite insetti (impollinazione entomogama tramite farfalle diurne e notturne).
- Riproduzione: la fecondazione avviene fondamentalmente tramite l'impollinazione dei fiori (vedi sopra).
- Dispersione: i semi (gli acheni) cadendo a terra sono successivamente dispersi soprattutto da insetti tipo formiche (disseminazione mirmecoria). In questo tipo di piante avviene anche un altro tipo di dispersione: zoocoria. Infatti gli uncini delle brattee dell'involucro (se presenti) si agganciano ai peli degli animali di passaggio disperdendo così anche su lunghe distanze i semi della pianta.

## Distribuzione e habitat

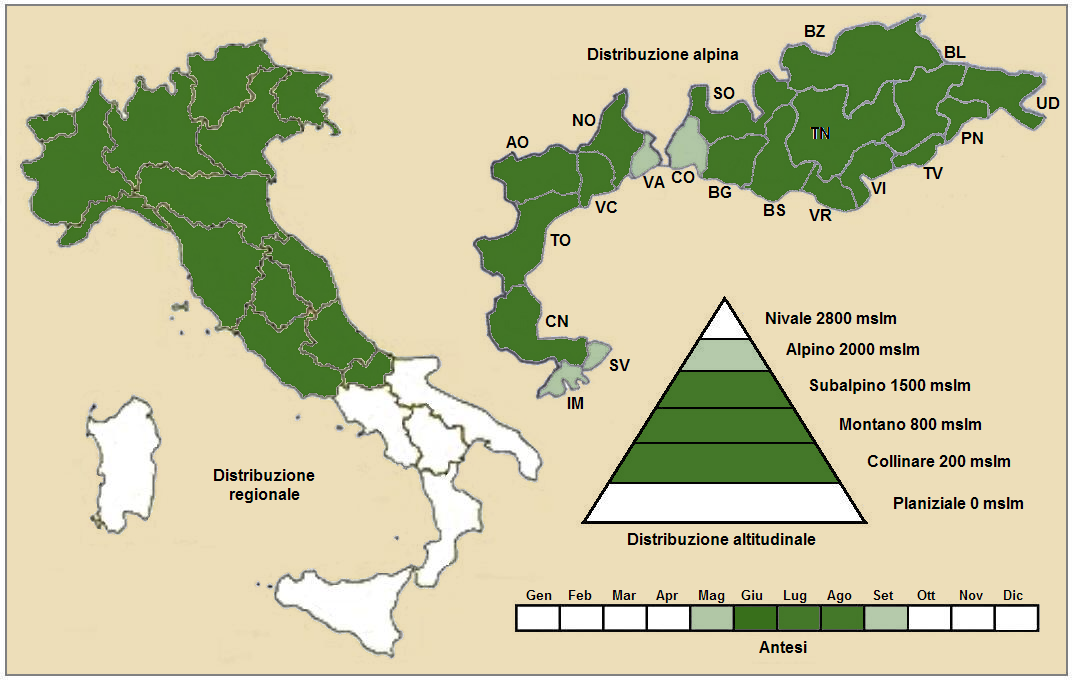
Distribuzione della pianta
(Distribuzione regionale – Distribuzione alpina)

Geoelemento: il tipo corologico (area di origine) è Euro-Siberiano.
Distribuzione: in Italia questa specie è presente al Nord (comunemente) e al Centro (più raramente e fino all'Abruzzo); fuori dall'Italia sui rilievi collegati alle Alpi si trova nei Vosgi, Massiccio del Giura, Massiccio Centrale, Pirenei e Carpazi.
Habitat: l'habitat tipico sono i pascoli subalpini e alpini e i prati in genere su terreni acidi; ma anche i luoghi pietrosi. Il substrato preferito è calcareo ma anche siliceo con pH acido, bassi valori nutrizionali del terreno che deve essere mediamente umido.
Distribuzione altitudinale: sui rilievi queste piante si possono trovare da 250 fino a 2.600 m s.l.m.; frequentano quindi i seguenti piani vegetazionali: collinare, montano, subalpino e in parte alpino. In Europa è presente ovunque (escluse alcune zone sud orientali).

### Fitosociologia

#### Areale alpino
Dal punto di vista fitosociologico alpino Pilosella lactucella appartiene alla seguente comunità vegetale:
Formazione: delle comunità delle praterie rase dei piani subalpino e alpino con dominanza di emicriptofite.
Classe: Nardetea strictae.

#### Areale italiano
Per l'areale completo italiano Pilosella lactucella appartiene alla seguente comunità vegetale:
Macrotipologia: vegetazione sopraforestale criofila e dei suoli crioturbati.
Classe: Caricetea curvulae Br.-Bl. 1948 nom. cons. propos. Rivas-Martínez, Diaz, Ferná ndez- González, Izco, Loidi, Lousa & Penas, 2002
Ordine: Caricetalia curvulae Br.-Bl. in Br.-Bl. & Jenny, 1926
Alleanza: Nardion strictae Br.-Bl. in Br.-Bl. & Jenny, 1926
Descrizione. L'alleanza Nardion strictae è relativa alle praterie acidofile e mesofile che si sviluppano in stazioni pianeggianti o poco pendenti presenti sui rilievi montuosi più elevati dell’Europa meridionale. Spesso queste aree sono legate a siti caratterizzati da innevamento prolungato. La distribuzione dell'alleanza è situata nella fascia dell’Europa media, andando dai Pirenei ai Carpazi. In Italia è presente sulle Alpi e, localizzata, sull'Appennino settentrionale.
Alcune specie presenti nell'associazione: Ajuga pyramidalis, Alopecurus gerardii, Gnaphalium sylvaticum, Pilosella aurantiaca, Plantago alpina, Pseudorchis albida, Ranunculus villarsii, Trifolium alpinum e Viola ferrarinii.

## Tassonomia
La famiglia di appartenenza di questa voce (Asteraceae o Compositae, nomen conservandum) probabilmente originaria del Sud America, è la più numerosa del mondo vegetale, comprende oltre 23.000 specie distribuite su 1.535 generi, oppure 22.750 specie e 1.530 generi secondo altre fonti (una delle checklist più aggiornata elenca fino a 1.679 generi). La famiglia attualmente (2021) è divisa in 16 sottofamiglie.

### Filogenesi
Il genere di questa voce appartiene alla sottotribù Hieraciinae della tribù Cichorieae (unica tribù della sottofamiglia Cichorioideae). In base ai dati filogenetici la sottofamiglia Cichorioideae è il terz'ultimo gruppo che si è separato dal nucleo delle Asteraceae (gli ultimi due sono Corymbioideae e Asteroideae). La sottotribù Hieraciinae fa parte del "quinto" clade della tribù; in questo clade è posizionata alla base ed è "sorella" al resto del gruppo comprendente, tra le altre, le sottotribù Microseridinae e Cichoriinae. Il nucleo della sottotribù Hieraciinae è l'alleanza Hieracium - Pilosella (comprendenti la quasi totalità delle specie della sottotribù - oltre 3000 specie) e formano (insieme ad altri generi minori) un "gruppo fratello". Alcuni Autori includono in questo gruppo anche i generi Hispidella e Andryala.
I caratteri distintivi per il genere Pilosella sono:
- tutta la piante è densamente pelosa;
- gli acheni hanno 10 coste longitudinali.

Classificazione del genere. Il genere Pilosella è un genere di difficile classificazione in quanto molte specie tendono ad ibridarsi e molto spesso tra una specie e un'altra è presente un "continuam" di caratteri e quindi sono difficilmente separabili. Qui in particolare viene seguita la suddivisione in sezioni del materiale botanico così come sono elencate nell'ultima versione della "Flora d'Italia".
La specie di questa voce è descritta all'interno della VI sezione Pilosella sect. Lactucellina, i cui caratteri principali sono:
- lo scapo è ramificato ed è alto al massimo 25 cm;
- le foglie (poche) sono verdi su entrambe le facce;
- la pagina inferiore delle foglie basali è priva di peli stellati (i peli ghiandolari sono presenti solamente sui margini);
- le sinflorescenze hanno pochi capolini;
- i peli semplici sull'involucro sono assenti, oppure da sparsi a densi.

La specie  P. lactucella è invece individuata dai seguenti ulteriori caratteri:
- diametro degli stoloni: 0,7 - 1,2 mm, con foglie progressivamente maggiori verso l'apice;
- la lamina delle foglie basali varia da spatolata fino a lanceolata-obovata;
- le sinflorescenze contengono in tutto 2 - 4 capolini;
- il colore delle ligule è giallo limone.

L'indumentum è uno degli elementi più importanti per distinguere le varie specie.   P. lactucella è caratterizzata dalla seguente pubescenza:
| Tipo peli        | Stoloni                                                                                 | Caule                            | Foglie                                                   | Peduncoli dei capolini | Brattee involucrali                                                                                 |
| ---------------- | --------------------------------------------------------------------------------------- | -------------------------------- | -------------------------------------------------------- | ---------------------- | --------------------------------------------------------------------------------------------------- |
| Peli semplici    | Sugl internodi sono sparsi; sui margini delle foglie stolonifere sono da sparsi a densi | Assenti                          | Sparsi sui margini, lunghi 3 – 5 mm, bianchi e subrigidi | Assenti                | Sparsi o assenti (raramente densi), lunghi 1 – 2 mm, rigidi, nerastri in basso e biancastri altrove |
| Peli ghiandolari | Solitari                                                                                | Sparsi                           | Solamente sui margini                                    | Da sparsi a densi      | Da sparsi a molto densi                                                                             |
| Peli stellati    | Assenti                                                                                 | Sparsi in basso, assenti in alto | Assenti                                                  | Densi                  | Assenti sui margini, altrove sparsi, in basso densi                                                 |

Il numero cromosomico di  P. lactucella è: 2n = 18, 27 e 36.

### Sottospecie
Per questa specie sono riconosciute due (14 nella "Flora d'Italia") sottospecie presenti nella flora spontanea italiana.
- Pilosella lactucella subsp. lactucella - Distribuzione: Europa (dalla Penisola Iberica fino al confine con la Siberia)
- Pilosella lactucella subsp. nana (Scheele) M.Laínz, 1976 - Distribuzione: Spagna, Francia e Italia.

## Specie simili
Nella "Flora d'Italia" nella stessa sezione di questa voce (Pilosella sect. Lactucellina) sono indicate le seguenti altre specie, più o meno simili a quelle di questa voce:
- P. kralikii (Pilosella kralikii) (Rouy) J.-M.Tison, 2013 - Pelosella di Kralik: l'altezza massima della pianta è di 8 – 15 cm; il ciclo biologico è perenne; la forma biologica è emicriptofita rosulata (H ros); il tipo corologico è  Endemico; l'habitat tipico sono le creste ventose; in Italia è una specie molto rara e si trova in Sardegna fino ad una quota compresa tra 1.000 e 2.500 m s.l.m.. Alcune checklist considerano questa specie sinonimo della specie Pilosella lactucella subsp. nana (Scheele) M.Laínz.[27]

Si distingue da P. lactucella per: diametro degli stoloni: 1 - 2 mm; le foglie degli stoloni sono progressivamente ridotte verso l'apice, ed hanno delle forme strettamente lanceolate; le sinflorescenze sono di tipo forcato e in tutto hanno al massimo 2 - 3 capolini; il colore delle ligule è giallo.